# Estación Iquique
La Estación de Ferrocarril de Iquique a Pueblo Hundido fue una estación de ferrocarril que se hallaba en la ciudad homónima, en la Región de Tarapacá de Chile. Fue construida como parte del Ferrocarril Salitrero de Tarapacá y posteriormente recibió también los servicios del Ferrocarril de Iquique a Pintados y el Longitudinal Norte.

## Historia

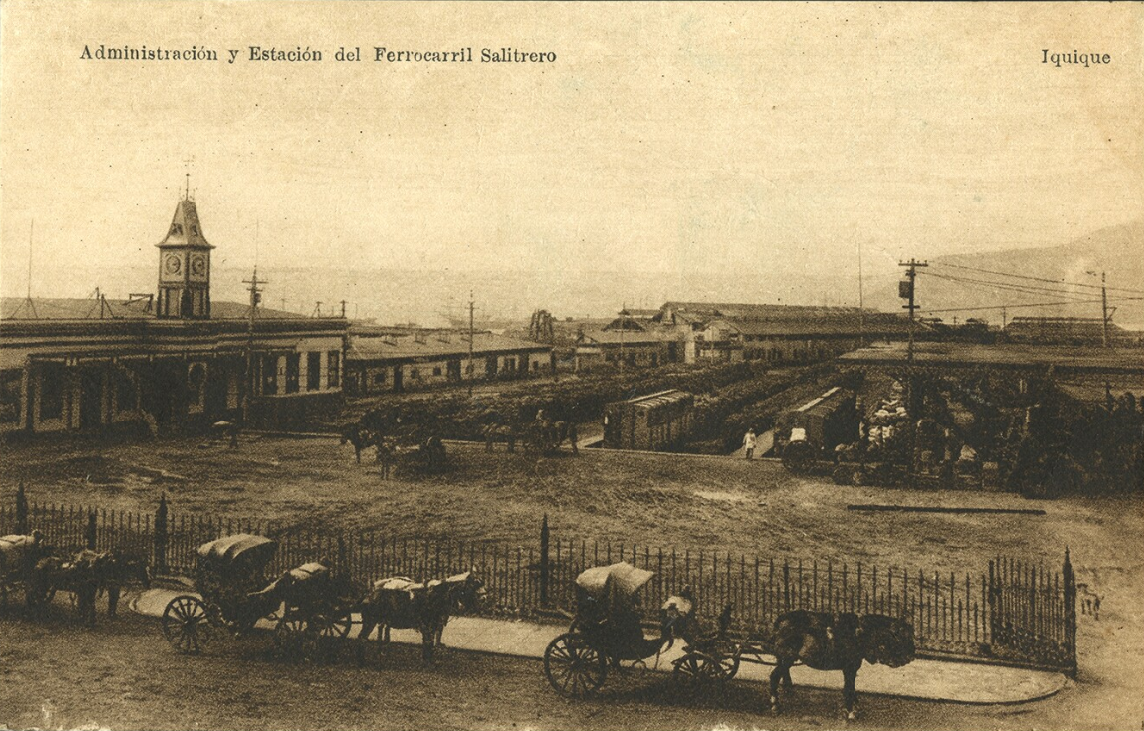
Edificio de la administración y estación (c. 1900).

Construida por el arquitecto español Miguel Retornano, la estación fue inaugurada oficialmente el 28 de julio de 1871, cuando se inició el servicio del Ferrocarril Salitrero de Tarapacá entre Iquique y La Noria. La estación de pasajeros conformó un conjunto arquitectónico integrado por el edificio de la administración y la casa del ingeniero, construidos en estilo georgiano y separados por un jardín de estilo francés que conforma una explanada de acceso.
Con la inauguración del Ferrocarril de Iquique a Pintados (FCIP) en noviembre de 1928, se creó una estación separada para dicha línea fiscal y que estaba ubicada en el acceso al puerto; tras la fusión del FCIP con el Ferrocarril Salitrero de Tarapacá en 1951, la estación pasó a recibir los servicios del FCIP y la estación del puerto quedó abandonada. El 13 de junio de 1975 partió por última vez un tren de pasajeros desde la estación, marcando el cierre definitivo del Longitudinal Norte. La estación fue suprimida formalmente el 15 de enero de 1979.
La estación Iquique fue declarada Monumento Nacional el 23 de noviembre de 1977, y desde 1984 pertenece al Ministerio de Justicia. Esto ha permitido que se mantenga en buen estado de conservación, y actualmente el recinto pertenece a la Secretaría Regional Ministerial de Justicia. El reloj que existe en la torre del edificio de administración, y que data de 1868, fue restaurado en 2009.